# Pseudobryomima fallax
Pseudobryomima fallax är en fjärilsart som beskrevs av George Francis Hampson 1905. Pseudobryomima fallax ingår i släktet Pseudobryomima och familjen nattflyn. Inga underarter finns listade i Catalogue of Life.